# Surba
 Surba  es una población y comuna francesa, en la región de Mediodía-Pirineos, departamento de Ariège, en el distrito de Foix y cantón de Tarascon-sur-Ariège.

## Demografía
| 192 | 179 | 234 | 320 | 381 | 345 |
| Para los censos de 1962 a 1999 la población legal corresponde a la población sin duplicidades (Fuente: INSEE [Consultar]) |     |     |     |     |     |